# Pristimantis angustilineatus
Espèce
Synonymes
- Eleutherodactylus angustilineatus Lynch, 1998

Statut de conservation UICN

 EN B1ab(iii) : En danger
Pristimantis angustilineatus est une espèce d'amphibiens de la famille des Craugastoridae.

## Répartition
Cette espèce est endémique de Colombie. Elle se rencontre dans les départements de Chocó, de Risaralda et de Valle del Cauca entre 1 880 et 2 500 m d'altitude dans la cordillère Occidentale.

## Description
Les mâles mesurent de 15,8 à 20,4 mm et les femelles de 20,8 à 24,8 mm.

## Publication originale
- Lynch, 1998 : New species of Eleutherodactylus from the Cordillera Occidental of western Colombia with a synopsis of the distributions of species in western Colombia. Revista de la Academia Colombiana de Ciencias Exactas Fisicas y Naturales, vol. 22, no 82, p. 117-148 (texte intégral).